# Národní divadlo Mnichov

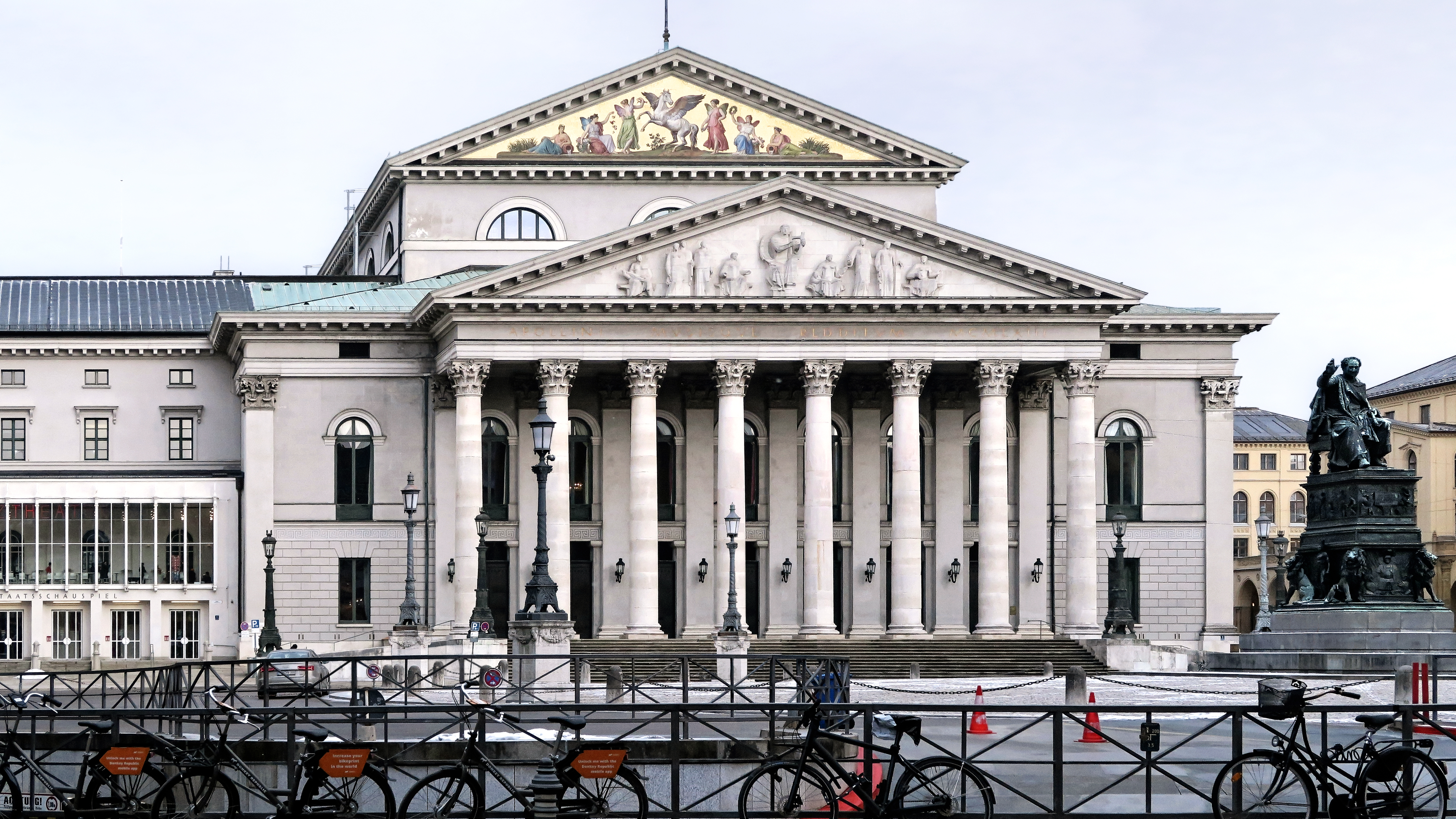
Národní divadlo Mnichov, 2019

Mnichovské Národní divadlo na Max–Joseph–Platz 2 je hlavní scéna Bavorské státní opery, Bavorského státního orchestru a Bavorského státního baletu. .

## Architektura

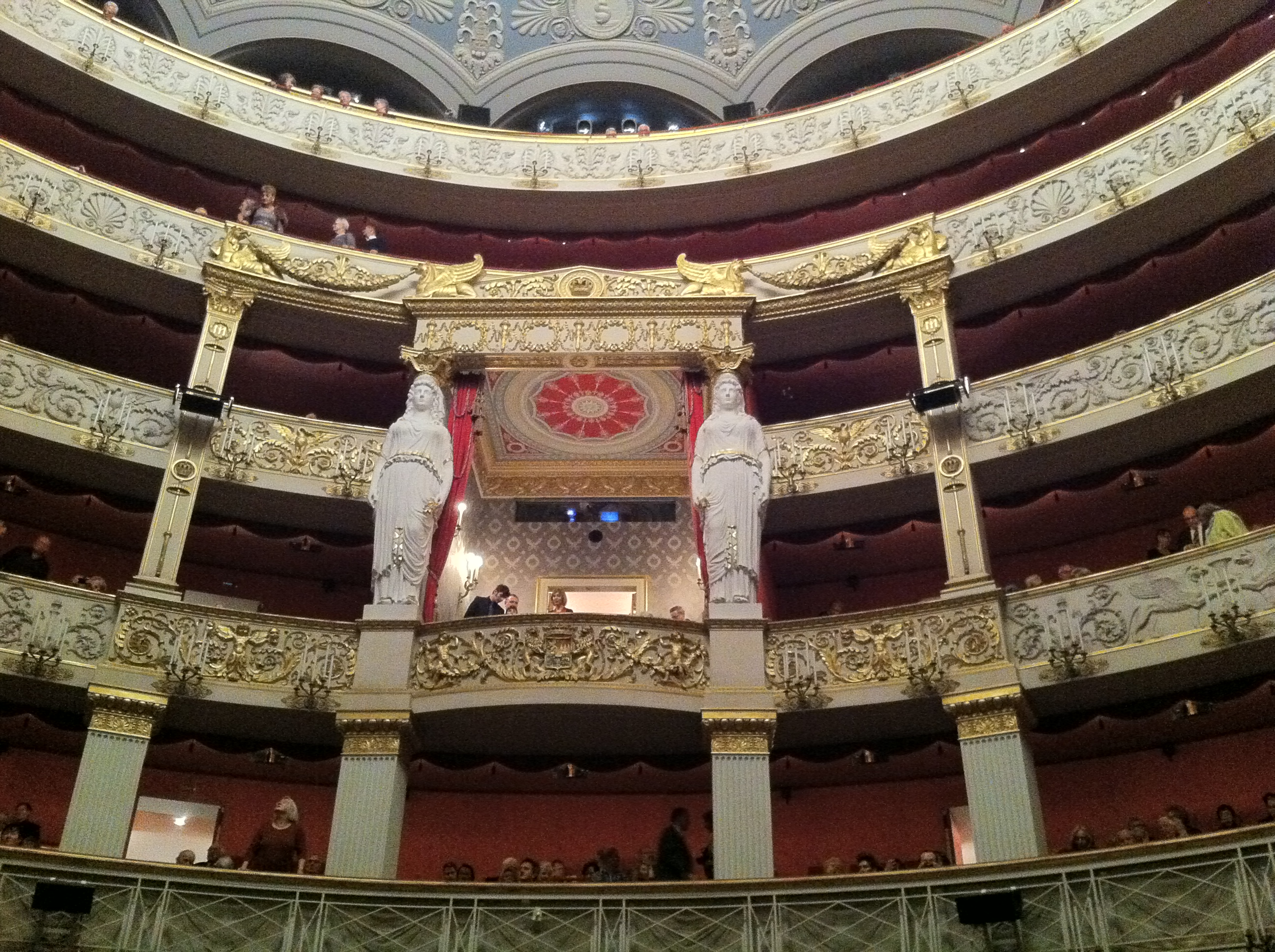
Interiér s královskou lóží

Národní divadlo v Mnichově je významným dílem evropského klasicismu. Řadou korintských sloupů připomíná zvenku řecký chrám. Podnět pro fasádu této klasicistické budovy vznikl podle divadla Théâtre National de l 'Odéon v Paříži. Na rozdíl od něj má však dvojitý trojúhelníkový štít a místo pro divadlo nevhodného dórského, má v průčelí sloupoví korintské. Přes dvě patra vysoké sloupy, nesou architráv s klasickým tympanonem. Hlediště má kapacitu 2100 míst v pěti pořadích. V ose proti jevišti je královská lóže zdobená z obou stran přes dvě pořadí vysokými karyatidami na dórských podstavcích. Žádné místo v hledišti není od hrany jeviště vzdáleno více než 25 metrů. Podle informací divadla jsou nejlepší místa z hlediska viditelnosti a akustiky v první řadě balkonu na sedadlech 1 a 3. Také interiér vychází z klasických řeckých návrhů. Architektonicky zajímavé jsou především královská síň, schodiště a vstupní hala. Samotné divadlo má interiérový design v červené, zlaté a ve slonovině. Hlediště vyzdobil francouzský architekt Jean Baptiste Métivier v pozdním empírovém stylu. Přepychová královská lože tvoří centrum vnitřního rondelu. Jeviště má velikost 2500 m², což dělá z divadla třetí největší operní scénu na světě po Pařížské opeře a po Teatr Wielki ve Varšavě. Portál jeviště je asi 13,50 metrů vysoký a asi 16 metrů široký.

## Galerie

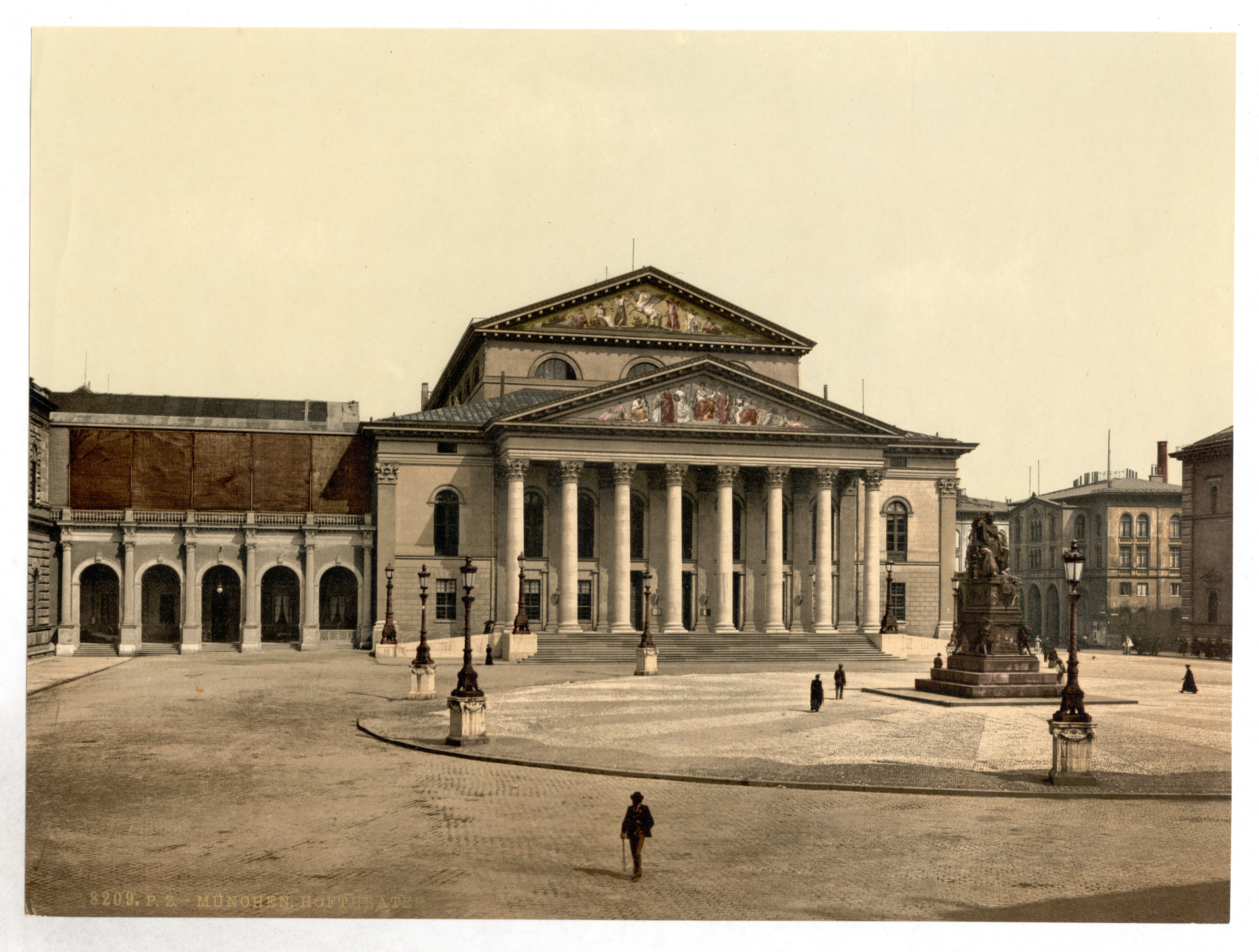
Národní divadlo Mnichov kolem roku 1900, původní výzdoba tympanonů.
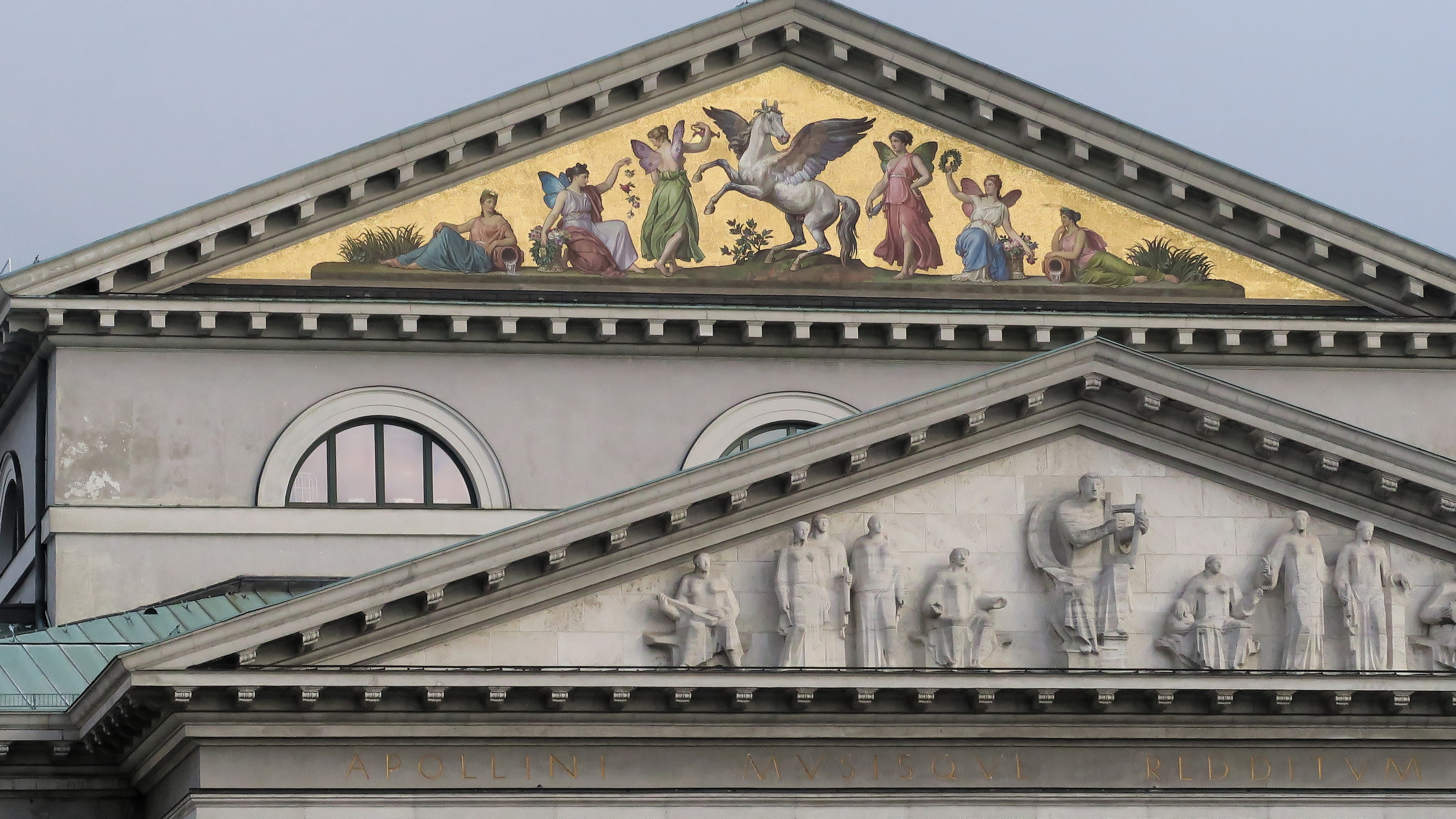
Výzdoba tympanonů po rekonstrukci divadla
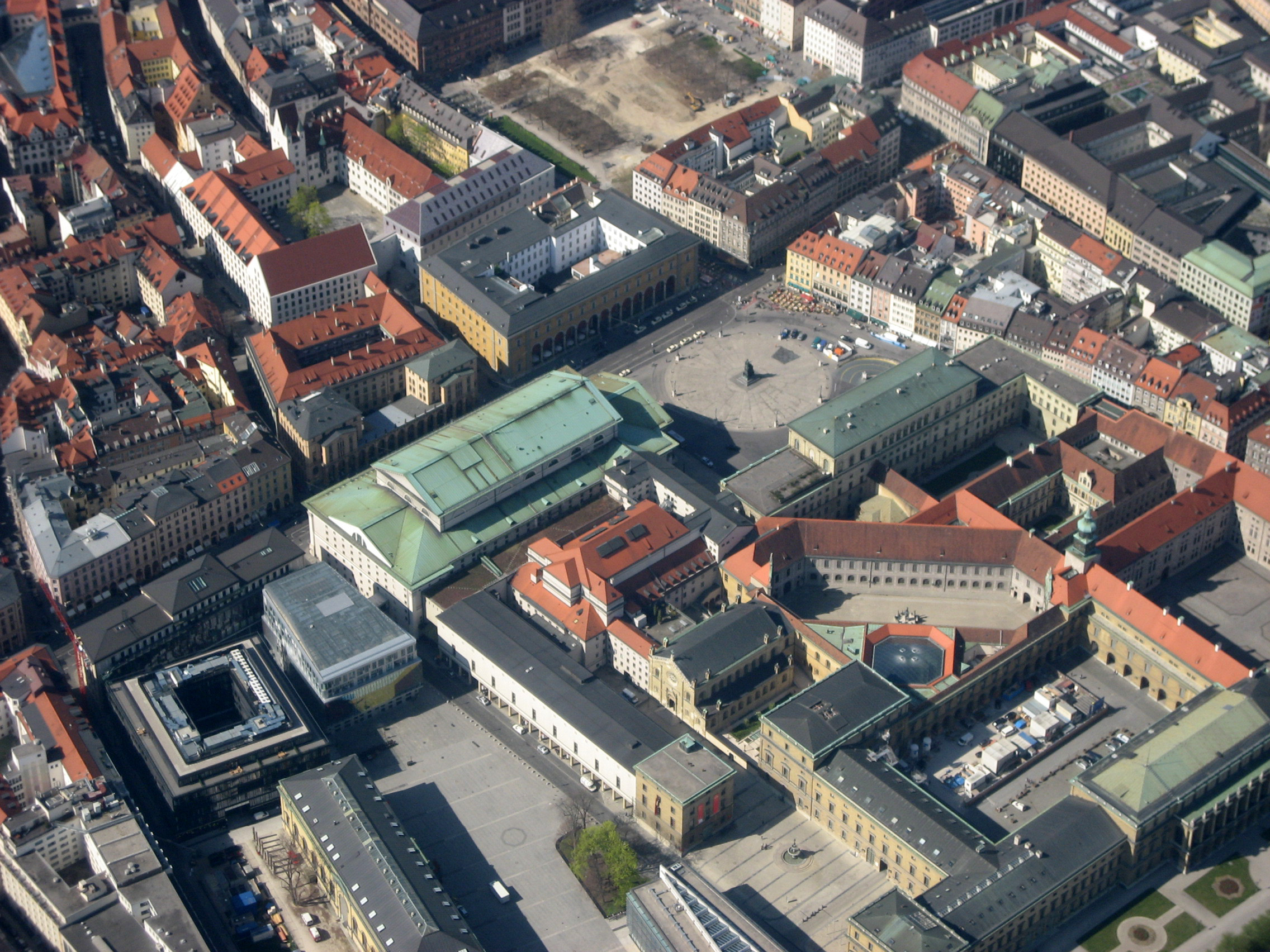
Poloha Národního divadla v Rezidenci (objekt se zelenou střechou). Letecký pohled.

## Historie

### Kurfiřtská opera

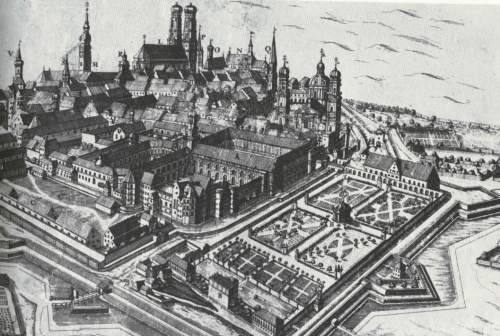
Mnichovská Rezidence se zahradou a se zbytky původního středověkého hradu „Neuveste", asi z roku 1700.

V mnichovské Rezidenci existovala asi od roku 1600 v poschodí pro dvorní dámy slavnostní síň s názvem Herkulessaal. Roku 1637 nechal kurfiřt Ferdinand Maria postavit v Herkulově sálu divadlo, ve kterém byla dvorské společnosti představena první italská operní představení.
Roku 1651 nechal kurfiřt Ferdinand Maria postavit na náměstí Salvatorplatz u kostela Svatého Salvatora operu „Kurfürstliches Opernhaus". Byla to nejstarší volně stojící budova opery v Německu. V roce 1657 byla otevřena i veřejnosti jako „Opernhaus am Salvatorplatz". Její podoba je zachována na mědirytině od Michaela Weninga (z roku 1700). Potom byl ještě ve starém Georgsalu v původním středověkém hradu („Neuveste") v Rezidenci upraven prostor pro divadlo. Když tam však roku 1750 po představení vypukl velký požár, kurfiřt Max III. Joseph plánoval postavení nového divadla.
V letech 1751/53 tak vzniklo divadlo „Altes Residenztheater", více známé jako „Cuvilliés-Theater", podle svého stavitele François de Cuvilliés staršího. Vznikl světoznámý klenot dvorského rokoka v Mnichově, ve kterém mnichovský Dvůr nechával hrát hlavně italské opery. Roku 1781 zde měl premiéru Mozartův Idomeneo. Pro publikum však bylo divadlo s 560 místy brzy příliš malé a když k tomu ještě v roce 1799 byl operní dům na Salvatorplatz uzavřen, bylo volání po nové „Opera House for All" již velmi hlasité.

### Stavba Národního divadla
V roce 1792 pověřil kurfiřt Karl Theodor dvorního architekta Maximiliana von Verschaffelt vypracováním návrhu nové opery. Jeho projekt však nebyl realizován. Další kurfiřt Max IV. Joseph nakonec vypsal na návrh nového divadla soutěž. V ní byl nejlepší návrh tehdy sotva dvacetiletého architekta Karla von Fischera, který navrhl divadlo s uspořádáním sedadel v řadách, ve kterých se po francouzské revoluci již občan nesměl rozlišovat podle svého postavení ve společnosti. Když se pak kufiřt Max IV. Joseph stal roku 1806 prvním bavorským králem, vybral si jako hlavního architekta Karla von Fischera a roku 1810 jej pověřil úkolem realizovat nové Královské dvorní a národní divadlo („Königliches Hof- und Nationaltheater"). Návštěva divadla Théâtre de l'Odéon v Paříži nadchla krále natolik, že se rozhodl nechat posoudit tento pařížský vzor také pro Mnichov. V březnu 1811 byly revidované plány Karla von Fischera králem schváleny a 26. října téhož roku položil korunní princ Ludwig základní kámen.
Provádění stavby bylo obtížné a po roce výstavby byly finanční prostředky vyčerpány. Drsná zima roku 1813 a válka s Ruskem vedly k ukončení stavebních prací. Když pak nebyl nalezen žádný nový akcionář, odkoupil král všechny akcie a pokračoval ve stavbě na státní náklady. Roku 1817 zničil požár část novostavby. Dvanáctého října 1818 bylo divadlo otevřeno premiérou opery Die Weihe od Ferdinanda Fränzla. Ze ctižádostivých plánů Karla von Fischera však byla realizována pouze část. Karl von Fischer otevření své budovy sotva přežil. Zemřel 12. února 1820, ve věku necelých čtyřiceti let.

#### Rekonstrukce 1823–1825
Během představení 14. ledna 1823 vypukl v dekorační části divadla požár. Divadlo vyhořelo až na obvodové zdivo. Město Mnichov pak převzalo veškeré náklady rekonstrukce ve výši 800 000 gulldů. Během pouhých dvou let bylo divadlo pod vedením Lea von Klenze, znovu vybudováno. Při této rekonstrukci byl přistavěn původně plánovaný, ale neprovedený portikus a byl modernizován prostor pod jevištěm i divadelní technika. Divadlo bylo znovu otevřeno 2. ledna 1825.

#### Rekonstrukce v roce 1854
Při rozšiřování Maximilianstraße, byla část divadla odstraněna a bylo rozšířeno orchestřiště. Během vlády krále Ludvíka II., který byl nadšeným obdivovatelem Richarda Wagnera, tam měly premiéry Wagnerovy opery Tristan a Isolda, Mistři pěvci norimberští, Zlato Rýna a Valkýra.

#### Zničení a rekonstrukce 1943–1963
Za druhé světové války bylo divadlo zničeno podruhé. V noci z 3. října 1943 zasáhly divadlo výbušné a zápalné bomby. Dokonce se velkým žárem roztavila i ocelová konstrukce jeviště. Nově stavěná budova Residenztheater (za války rovněž zničená) roku 1951 překročila rozpočet, takže se zemský parlament proti stavbě nového Národního divadla svým usnesením postavil. V roce 1952 pak vznikla v Mnichově občanská iniciativa Přátelé národního divadla („Freunde des Nationaltheaters e.V."), která pro rekonstrukci získala veřejnost a také část potřebných finančních prostředků. Avšak ještě v roce 1954 byla vypsána soutěž na novostavbu divadla a s věrnou rekonstrukcí se stále nepočítalo. Teprve ministerstvo kultury rozhodlo pokračovat podle návrhu architekta Gerharda Graubnera. Společně s tehdejším hlavním stavbyvedoucím („Regierungsbaudirektor") Karlem Fischerem vytvořili projekt nové varianty věrné rekonstrukce, která již byla proveditelná. Vybrali původní verzi Karla von Fischera, očištěnou o přidané úpravy Lea von Klenze a o další změny z 19. století. Stavba trvala pět let (1958–1963), stála 62 milionů marek a částečně byla financována z darů obyvatelstva. Bylo při ní změněno jeviště, které nyní patří k největším na světě. Dne 21. listopadu 1963 se operní soubor, který mezitím působil v Prinzregententheater, mohl znovu vrátit do vlastního divadla. a před pozvanými hosty slavnostně zahrát operu Richarda Strausse Žena beze stínu („Die Frau ohne Schatten"). Pro veřejnost bylo divadlo otevřeno 23. listopadu 1963 operou Richarda Wagnera Mistři pěvci norimberští („Die Meistersinger von Nürnberg"). Obě představení dirugoval Joseph Keilberth.
Hosty při premíéře byli Curd Jürgens, Maximilian Schell, Soraya, Herbert von Karajan, Perský šáh, Alfons Goppel a Franz Josef Strauß.
Tympanony hlavní fasády byly roku 1840 vyzdobeny obrazy od Ludwiga Schwanthalera. V roce 1894 byly obrazy nahrazené mozaikami. Horní mozaika „Pegasus und die Horen” je původní, mozaika „Apollo und die Musen” ve spodním tympanonu byla zničena během 2. světové války a nahrazena v roce 1972 moderní skupinou figur, vytvořenou Georgem Brenningerem.
V letech 1987 až 1989 byla provedena modernizace jeviště a divadelní techniky.
V roce 2006 pak došlo k další modernizaci jevištní techniky a k výměně podlahy jeviště. To dává divadlu více možností při proměnách scény.